# Владимиро-Суздальське князівство
Велике князівство Владимирське, Велике князівство Володимирське, Владимиро-Суздальське князівство (1157—1389) — удільне руське князівство на північному сході Русі під керівництвом династії Юрійовичів (гілки Рюриковичів). У 1157—1169 роках існувало Владимиро-Суздальське князівство, після переносу суздальським князем Андрієм Боголюбським столиці з Суздалі до Володимира-на-Клязьмі. 1169 року володимирсько-суздальський князь Андрій Боголюбський захопив Київ і був визнаний Великим князем. Проте він не сів княжити у Києві, але залишився у Владимирі, завдяки чому Владимирське князівство перетворилося на Велике князівство Владимирське.
Велике князівство Владимирське було попередником Московської держави. Одним з уділів Великого князівства стало Московське князівство, чиї князі отримали в Орді ярлик на Великий княжий престол Владимирський й перетворили його на Велике князівство Московське.
З початку XIV сторіччя великі князі Володимирські стали використовувати в своєму великокняжому титулі додаток «всія Русі».
Початково центр князівства був у місті Суздаль, й з середини XII сторіччя — у Володимирі-на-Клязьмі. Суздальське князівство розвинулося з Ростовсько-Суздальського князівства (1125—1157), а те з Ростовського князівства, що було уділом київських князів. У XII сторіччі, за правління князів Юрія Долгорукого та його сина Андрія Боголюбського князівство відокремилося від Києва в ході розпаду Руської держави.

## Територія
Рубежі Великого князівства Володимирського сягали на півночі Білоозера, верхньої течії Північної Двіни, на північному сході — міста Устюг, на сході — берегів річки Унжа (притока Волги), волзького міста Городець, на півдні — басейну середньої течії Оки, на заході — верхів'їв Волги. Протягом X—XI сторіч стара родоплемінна територія Волзько-Окського межиріччя поступово перетворюється на державно-політичне утворення; сюди переселяється східнослов'янське населення з інших давньоруських земель, головним чином з півдня Русі.

## Історія

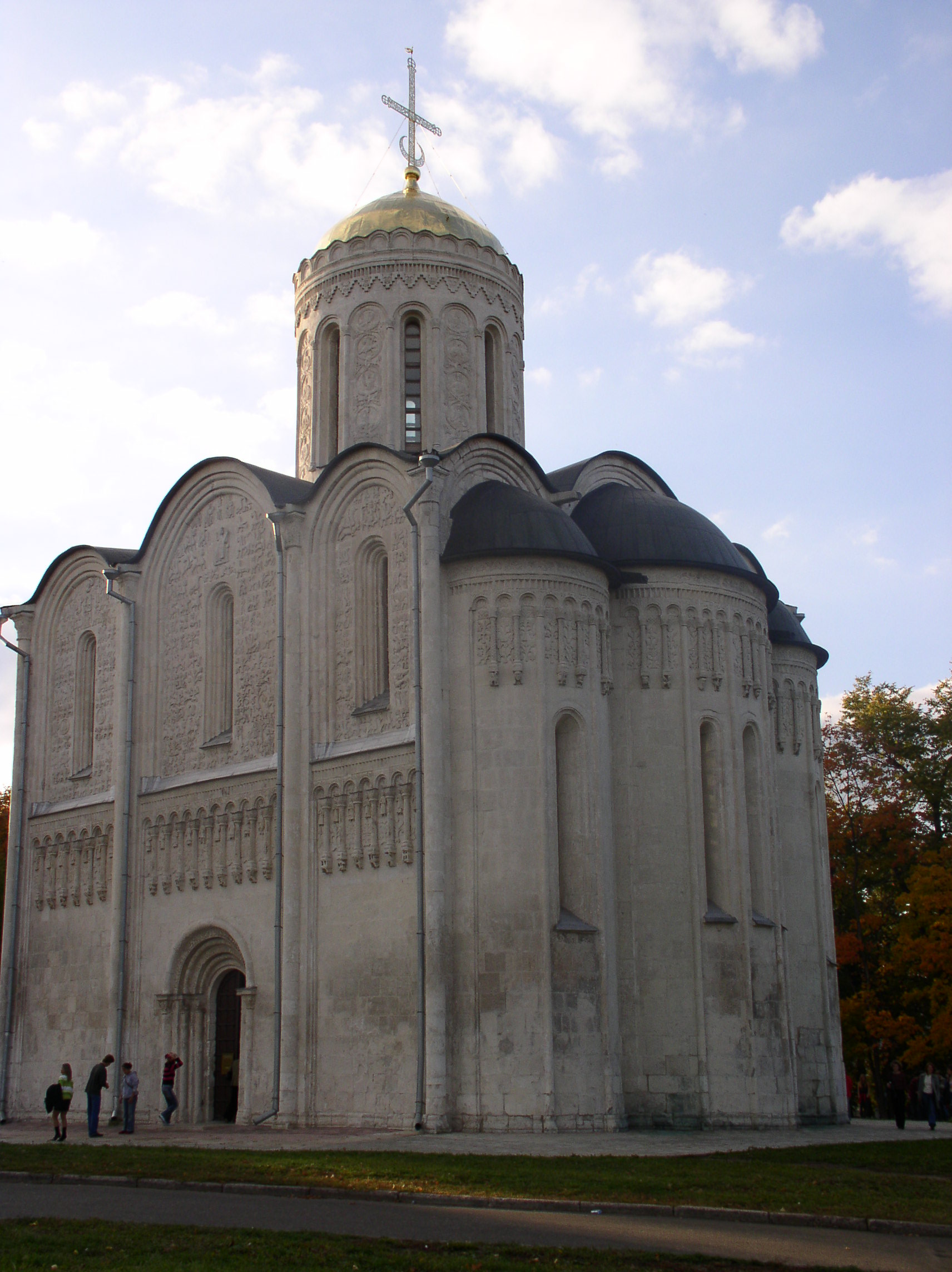
Дмитрівський собор, збудований Всеволодом «Велике Гніздо».

Землі майбутнього князівства з початку I тис. н. е. були заселені фіно-угорськими племенами, мерею та вессю.
Мадярський місіонер Юліан у своїх спогадах про подорож в цю землю, назвав її «ЛандеМеря», що в перекладі означає «Земля Мерян». Після колонізації цієї землі Київськими князями вона називалася також Заліссям.
У «Повісті временних літ» під 859 роком є повідомлення, що меря платила данину варягам. У IX—XIII століттях відбувалася слов'янська колонізація цих земель в основному кривичами, ільменськими словінами, в'ятичами та переселенцями з Наддніпрянщини з незначною участю варягів. Під тиском колонізаторів, які правили цими землями, відбувалися процеси асиміляції та водночас витіснення фіно-угорських племен. Асиміляція мері є предметом запеклих наукових суперечок. Остання згадка мері стосується другої половини 14 століття, коли в цих землях оселився преподобний Авраамій Галицький (Чухломський, Городецький). В його житії написано, що, поселившись на озері, він виявив, що там жили «человеци по дубравам некрещении, наричеми меря».
Територія північного сходу Русі в IX—XII століттях згадується по головних містах як Ростовська, а пізніше — Ростово-Суздальська земля, тобто за назву території взяли назви найбільших міст.
У XII столітті ці землі були об'єднані під владою Андрія Боголюбського, який у 1157 році переніс столицю князівства з Суздаля до Владимира-на-Клязьмі. У 1169 році він послав на Київ велике військо яке взяло столицю Русі та жорстоко пограбувало. Проте після захоплення Києва Андрій не сів княжити в ньому а залишився у Владимирі, чим фактично підкреслив вихід своїх земель зі складу Русі. У XIII — XIV століттях титул великих князів Владимирських вважався титулом верховного правителя Північно-Східної Русі. До XV століття великі князі владимирські та, згодом, московські великі князі не використовували в своєму титулі великокнязівський домен «усієї Русі».

## Татаро-монгольське іго
У 1238 році Велике Владимирське князівство було завойовано монголами на чолі з представниками династії Чингізидів і потрапило у васальну залежність, стало підкорятися Золотій Орді. Завдяки покорі завойовникам Владимирські князі втрималися у своєму уділі, отримали від монголів визнання старшинства на Північно-Східній Русі серед інших руських князівств, отримавши на деякий час ярлик на князювання в Києві, але так і не змогли в ньому закріпитися. Під золотоординським патронатом вони змогли розширити свої володіння за рахунок найближчих сусідів.
Олександр Невський був останнім Великим князем Володимирським, що княжив безпосередньо з Владимира. Після його смерті держава розпалася на півтора десятка князівств. Територію власне Великого князівства Володимирського отримував в Орді по ярлику один з удільних князів, який здійснював у Володимирі обряд інтронізації, але залишався жити в родовому князівстві. Так як територія Великого князівства Володимирського залишалася досить великою, її володар отримував не тільки формальне верховенство, але і реальну перевагу над іншими князями.
У 1328 році ярлик на Велике княжіння Владимирське отримав московський князь Іван Калита, з того часу почалося піднесення Московського князівства і Москви як нового центру північно-східної держави. Однак остаточно титул великого князя Владимирського закріпився за московською гілкою Даниловичів лише у правління Дмитрія Донського, який всупереч волі хана Золотої Орди, 1389 року, заповів Велике князівство Владимирське своєму синові Василю І Дмитровичу, що ознаменувало повне поглинання Великим князівством Московським творіння завойовника Києва Андрія Боголюбського, — Велике князівство Владимирське.
Ще до 1432 року Владимир-на-Клязьмі залишався символічним центром Московії, де Великі князі Московські вступали на престол.

## Князі

### Володимиро-суздальський князь
- Андрій Юрійович Боголюбський — Володимиро-суздальський князь у 1157—1169 — переніс столицю зі Суздалі до Володимира

### Великі князі Володимирські
- Андрій Юрійович Боголюбський — 1169—1174 — 1169 року став великим князем, але не сів у Києві й продовжив князювати з Владимира
- Суздальська міжусобна війна (1174—1177)
- Ярополк Ростиславич — 1174—1175
- Михайло Юрійович — 1175—1176
- Всеволод Юрійович Велике Гніздо — 1176—1212
- Юрій Всеволодович — 1212—1216
- Костянтин Всеволодович — 1216—1218
- Юрій Всеволодович (удруге) — 1218—1238
- Ярослав Всеволодович — 1238—1246
- Святослав Всеволодович — 1246—1248
- Михайло Ярославич Хоробрит — 1248
- Андрій Ярославич — 1248—1252
- Олександр Ярославич Невський — 1252—1263
- Ярослав Ярославич Тверський — 1263—1271
- Василь Ярославич Костромський — 1272—1276
- Дмитро Олександрович Переяславський — 1276—1281
- Андрій Олександрович Городецький — 1281—1283
- Дмитро Олександрович Переяславський (удруге) — 1283—1294
- Андрій Олександрович Городецький (удруге) — 1294—1304
- Михайло Ярославич Тверський — 1304—1318
- Юрій Данилович Московський — 1319—1322
- Дмитро Михайлович Грізні Очі Тверський — 1322—1326
- Олександр Михайлович Тверський — 1326—1327
- Олександр Васильович Суздальський — 1328—1331
- Іван I Данилович Калита Московський — 1331—1340
- Сімеон Іванович Гордий Московський — 1340—1353
- Іван II Іванович Красний Московський — 1353—1359
- Дмитро Костянтинович Нижегородсько-Суздальський — 1360—1363
- Дмитро Іванович Донський Московський — 1363—1389